# シャーロット・ドレーパー
- シャーロット・ドレーパー[3][4][5][6]
- シャーロッテ・ドレーパー[7][8][9]
- シャルロッテ・ドレーパー[10]

シャーロット・ピンクニー・ドレーパー（英: Charlotte Pinckney Draper、1832年9月13日 - 1899年4月7日）は、アメリカのニューヨーク州出身の宣教師（メソジスト派）、社会事業家。1890年代（明治20年代 - 30年代）の日本において、神奈川県横浜市の横浜訓盲学院の前身である盲人福音会、北海道函館市の北海道函館盲学校の前身である函館訓盲会の設立に挺身し、視覚障害者の教育や社会での自立のために貢献した。息子はキリスト教の宣教師であるギデオン・フランク・ドレーパー。

## 経歴
聖職者の父のもとに誕生した。夫のギデオン・ドレーパー・ジュニア（Rev Gideon F Draper Jr.）は、イギリスからアメリカにわたってきたギデオン家の1人で、聖職に全生涯を捧げてきた家系の出身であり、父の代から伝道者として多くの功績を上げ、周囲からの尊敬を集めていた。
息子のギデオン・フランク・ドレーパーは、1880年に結婚直後、福音伝道のために日本に渡り、横浜区の山手に在住した。シャーロットもまた息子夫妻の助力のために、夫ギデオンと共にアメリカを発ち、翌1881年に日本に到着した。以来、常に夫を助け、若い息子夫妻を知識面で助力した。
しかし夫ギデオンはもともと体が弱く、無理を押しての渡航の上に、悪天候で船旅が長引いたことで体調を崩していた。加えて日本での無理が祟り、1888年末に死去した。日本での伝道の基礎が固まり、本格的な行動を開始する矢先のことであった。
シャーロットは夫を喪って大いに悲しんだが、「神が夫を日本の土にしてくださった」と信じ、そのまま日本に留まった。そして、外国人宣教師夫人会で伝道を助けると共に、一家の使命を全うできるようにと、神に英知と力を求めて祈り続けた。

### 横浜での盲人教育
聖職者の妻としての経験をいかした今後の生活を模索していた矢先の1889年（明治22年）2月、偶然にも、按摩として働く視覚障害者の少女との出会いがあった。そして彼女がまだ16歳の若さであり、教育の機会もなく、貧乏且つ劣悪な環境での生活を強いられていることを知った。アメリカではすでにパーキンス盲学校が設立されており、幼稚園での教育も開始され、視覚障害者も文化的な生活が心がけられている時代であった。シャーロットはこのことで、日本での盲人教育の遅れを痛感し、視覚障害者のための学校の設立を決心した。
当時の日本人には、障害者に教育や文化的な環境が必要と考える者は少なく、資金集めは難航した。教育の場所を捜そうにも、足がむくむほど歩き回っても、シャーロットが外国人という理由だけで断られることも多かった。そんな中で、東京英和学校（後の青山学院）の卒業生からの助力が得られ、さらに教育のための施設として、横浜市内に安い建物を借りることができた。1890年（明治23年）9月には、中村町で感謝祈祷会が開催され、これが盲人福音会の始まりとなった。シャーロットや息子ギデオンは、視覚障害者らに凸字や日常生活に必要な知識などを教え、「キリストの愛の実践」を目的としての生活の救済にあたった。
母子共に、訪日の目的は伝道であり、教育は本来の目的ではなかったため、日本での盲人教育は手探りであった。費用の捻出のために、シャーロットは本国から持参した物品を金に換え、普段の生活も節約を心掛けた。他にも、手製の粗末な教材を教育に用いたり、アメリカの知人に手紙を書いて、盲人用の教材を譲り受けることを依頼したり、パーキンス盲学校から教材や教具を取り寄せたり、日本の点字を取り入れるなど、苦労は多かった。
日本人の中には、キリスト教徒であるシャーロットや息子ギデオンらを偏見の目で見る者もいた。単に食事だけが目的で集まる人々も多かった。福音会の世話になりながらも、シャーロットたちを裏切り、彼女らの家の物を盗んで逃げだす者たちも多かった。しかしシャーロットたちは苦難に遭っても、活動をやめることはなかった。やがてシャーロットたちの誠意は通じ、学習の喜びを知り、酒や賭博といった悪習を改める者が次第に現れ始めた。教会に通う者、受洗してキリスト教徒となる者も増加し、その中には長期にわたって刑務所に入っていた者すらいた。
またシャーロットは、困窮する者を助けずにはいられない性格から、同1890年に米価高騰による窮民増加を憂慮して、メソジスト教会や横浜の宣教師であるC・W・ヴァン・ペテン（Caroline Waughop Van Petten）らの協力を得て、聖経女学校（後の青山学院神学部）の校庭で給食を始めた。多くの人が集まり、新聞でも報道され、日本国外の人々からの寄付も得られた。これが横浜婦人慈善会の施米所や救済所の設立のきっかけとなった。

### 北海道での盲人教育 - 晩年
1892年（明治25年）、息子ギデオンの函館の伝道を通じて、関東地方の伝道が進む一方で、北海道は伝道が進まず、恵まれない視覚障害者たちも多いことが明らかになった。シャーロットはそれを知り、自らも北海道に渡り、函館の視覚障害者に尽くすことを決意した。1895年（明治28年）、シャーロットは家族らと共に函館へ転居した。すでに60歳を過ぎて、体の衰えが目立ち始めており、息子の妻であるマイラの反対を押し切って、不自由な長旅の末の到着であった。

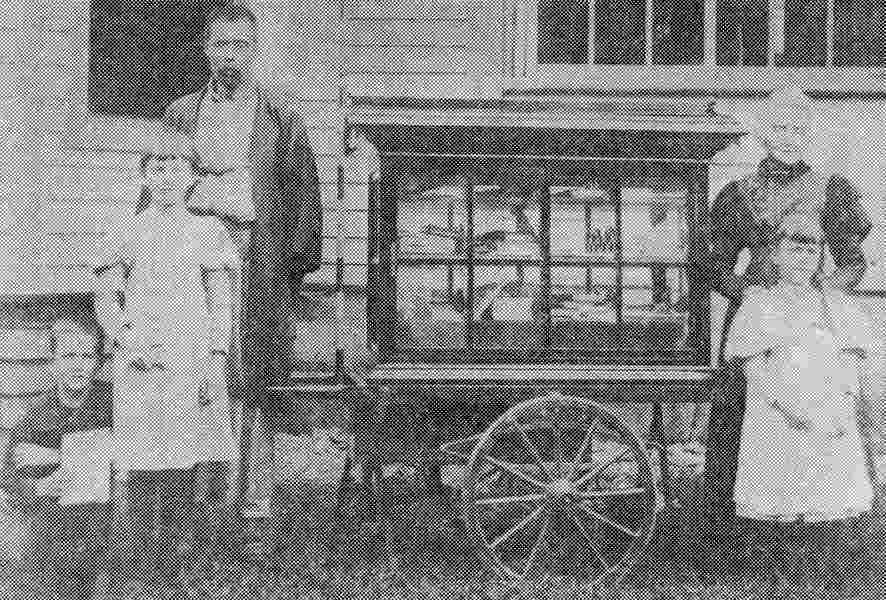
1897年（明治30年）、函館在住時のシャーロット（右端）。写真中央の手押し車で書籍を運んで、伝道活動を行っていた。

シャーロットは函館でも、息子の製作した資料をもとに、自ら函館区内で足を運び、視覚障害者たちの状態を調査した。やがて、横浜の盲人福音会と同様の教育のための団体の創設を発案し、79円の寄付を集めた。同1895年、函館の青柳町に函館訓盲会が創設され、シャーロットが初代校長に就任した。ただし高齢と言葉の問題から、函館訓盲会の創立に直接関連したのは、息子の妻マイラ、函館遺愛女学校（後の遺愛女子中学校・高等学校）校長のオーガスタ・デカルソン、メソジスト教会の人々であった。
函館は横浜同様の港町で、日本国外からの人の出入りも多かったが、北海道の長く厳しい冬と文化の遅れにより、学校創設の苦労は横浜以上で、その苦難は想像以上であった。シャーロットは意志の強さは変わらなかったが、高齢もあって、しきりに体調不良を訴えるようになった。それでも、少しでも体調が回復すると、視覚障害者の家を訪ねて函館訓盲会へ誘ったり、聖書などのキリスト教の書物を手押し車に乗せて伝道して歩くなどの活動を続けた。
1899年（明治32年）に入ると、さらに体は衰弱した。息子のギデオンから横浜での療養を勧められたものの、神に定められた第3の故郷だと信じ、函館を動くことはなかった。同1899年4月7日、66歳で死去した。晩年は孫の世話をしながら静かな余生を送りつつも、死の数日前まで横浜の盲学校の存続を祈り、アメリカの知人に運営費援助の依頼の手紙を書いていた。その遺志はマイラに継がれ、横浜訓盲学院へと繋がっている。墓碑は夫と共に、東京都の青山霊園の外国人墓地にある。